# Kilian Ort
Kilian Ort (* 27. April 1996 in Bad Neustadt an der Saale) ist ein ehemaliger deutscher Tischtennisspieler. Derzeit steht er beim TSV Bad Königshofen unter Vertrag.

## Werdegang
Kilian Ort fing mit sechs Jahren durch seinen Vater mit dem Tischtennissport an, welcher auch sein erster Trainer war. Bereits mit zwölf Jahren durfte er bei den Herren in der Landesliga spielen. Im Jahr 2010 wurde er DTTB-48 Sieger. Ein Jahr später wurde Ort mit der Mannschaft Schüler-Europameister. Im Jahr 2014 vertrat er sein Land bei den Olympischen Jugendspielen in Nanjing. Im Einzel erreichte er dabei das Viertelfinale, während er mit dem Team den neunten Platz belegte.
Ab September 2014 lebte und trainierte er im DTTZ Düsseldorf. Seit der Saison 2013/14 spielt er beim TSV Bad Königshofen. Im Dezember 2016 wurde Ort bei einem Länderspiel der Herren eingesetzt, in dem er gegen den Schweizer Lars Posch mit 3:0 gewann. 2017 gelang mit Bad Königshofen der Aufstieg in die 1. Bundesliga. In der Saison 2017/18 kam Ort dort auf eine Bilanz von 3:11. Sehr erfolgreich verliefen für ihn die Deutschen Meisterschaften 2018, bei denen er unter anderem Bastian Steger und Ruwen Filus bezwingen konnte, bevor er im Finale Timo Boll unterlag. 2018/19 konnte er seine Bundesliga-Bilanz auf 10:9 verbessern. Ab 2019 hatte er wieder mehrfach mit Verletzungen zu kämpfen, 2019/20 kam er in der Bundesliga nur in zehn Partien zum Einsatz. In der Bundesliga-Saison 2020/21 erreichte er eine Bilanz von 11:8. Auf internationaler Ebene gelangen ihm 2021 Erfolge beim WTT Contender Budapest, wo er Silber im Einzel und Gold im Doppel mit Tobias Hippler gewann. 2022 erreichte er mit Weltranglistenplatz 48 seine beste Platzierung und holte beim WTT Contender Doha nach einer Finalniederlage gegen die Weltmeister Kristian Karlsson/Mattias Falck Silber im Doppel mit Ricardo Walther.
Seit April 2023 hindert ein Bandscheibenvorfall und dessen Folgen Kilian Ort am aktiven Tischtennissport, weshalb er sich Anfang 2025 vom Leistungssport verabschiedete.

## Titel und Erfolge im Überblick

### Einzel
- DTTB-Bundesrangliste: Gewinner 2017, Bronze 2013
- Deutsche Meisterschaft: Silber 2018
- Deutsche Jugend-Meisterschaft: Gewinner 2014
- Deutsche Schüler-Meisterschaft: Bronze 2011

### Doppel
- Deutsche Meisterschaft: Bronze 2015, Silber 2017
- Deutsche Jugend-Meisterschaft: Gewinner 2013, Bronze 2014
- Deutsche Schüler-Meisterschaft: Bronze 2010

### Mixed
- Deutsche Meisterschaft: Bronze 2019
- Jugend-Europameisterschaft: Gewinner 2013

### Mannschaft
- Schüler-Europameisterschaft: Gewinner 2011, Bronze 2010
- Jugend-Europameisterschaft: Bronze 2013

## Turnierergebnisse
| Verband | Veranstaltung               | Jahr | Ort            | Land | Einzel        | Doppel        | Mixed         | Team          | U-21       |
| ------- | --------------------------- | ---- | -------------- | ---- | ------------- | ------------- | ------------- | ------------- | ---------- |
| GER     | WTT Series (Contender)      | 2022 | Doha           | QAT  | Qual.         | Silber        |               |               |            |
| GER     | WTT Series (Contender)      | 2021 | Novo mesto     | SLO  | Qual.         | Halbfinale    |               |               |            |
| GER     | WTT Series (Contender)      | 2021 | Budapest       | HUN  | Silber        | Gold          |               |               |            |
| GER     | ITTF Challenge Series       | 2019 | Guadalajara    | ESP  | letzte 16     | Gold          |               |               |            |
| GER     | ITTF Challenge Series       | 2018 | Bangkok        | THA  | letzte 64     | Gold          |               |               |            |
| GER     | ITTF Challenge Series       | 2017 | Otočec         | SVN  | Halbfinale    |               |               |               | Halbfinale |
| GER     | Olympische Jugendspiele     | 2014 | Nanjing        | CHN  | Viertelfinale |               |               | 9             |            |
| GER     | Jugend-Weltmeisterschaft    | 2014 | Shanghai       | CHN  | letzte 64     | letzte 16     | letzte 16     |               |            |
| GER     | Jugend-Weltmeisterschaft    | 2013 | Rabat          | MAR  | letzte 32     | Viertelfinale | letzte 64     | Viertelfinale |            |
| GER     | Jugend-Weltmeisterschaft    | 2011 | Manama         | IND  | letzte 64     | letzte 32     | letzte 64     | 9             |            |
| GER     | U21-Europameisterschaft     | 2017 | Sotschi        | RUS  | Viertelfinale | letzte 16     |               |               |            |
| GER     | Jugend-Europameisterschaft  | 2014 | Riva del Garda | ITA  | letzte 32     | Viertelfinale | Viertelfinale | 6             |            |
| GER     | Schüler-Europameisterschaft | 2013 | Ostrava        | CZE  | letzte 32     | letzte 32     | Gold          | 3             |            |
| GER     | Schüler-Europameisterschaft | 2011 | Kasan          | RUS  | letzte 16     | letzte 16     | Viertelfinale | 1             |            |
| GER     | Schüler-Europameisterschaft | 2010 | Istanbul       | TUR  | letzte 32     | letzte 16     | letzte 16     | 3             |            |
| GER     | Jugend-TOP 10               | 2014 | Tours          | FRA  | 4. Platz      |               |               |               |            |

## Spielstil
Kilian Ort ist Rechtshänder und spielt mit der traditionellen, europäischen Shakehand-Schlägerhaltung. Er mag das offensive Spiel, weshalb er die Tischtennisbeläge Rasanter R50 und das Holz Treiber Q OFF präferiert nutzt.
Der von Andro gesponserte Athlet ist ein Vorhand-orientierter Spieler, der häufig seinen Aufschlag mit der Rückhand macht.